# Денейр (Каліфорнія)
Денейр (англ. Denair) — переписна місцевість (CDP) в США, в окрузі Станіслаус штату Каліфорнія. Населення — 4865 осіб (2020).

## Географія
Денейр розташований за координатами 37°31′33″ пн. ш. 120°47′59″ зх. д. / 37.52583° пн. ш. 120.79972° зх. д. (37.525695, -120.799672).  За даними Бюро перепису населення США в 2010 році переписна місцевість мала площу 5,13 км², уся площа — суходіл. В 2017 році площа становила 5,40 км², уся площа — суходіл.

## Демографія
Згідно з переписом 2010 року, у переписній місцевості мешкали 4404 особи в 1451 домогосподарстві у складі 1167 родин. Густота населення становила 858 осіб/км².  Було 1523 помешкання (297/км²).
Расовий склад населення:
| - 77,8 % — білих - 1,2 % — корінних американців - 1,0 % — азіатів - 0,6 % — чорних або афроамериканців - 0,1 % — вихідців з тихоокеанських островів - 15,9 % — осіб інших рас |

До двох чи більше рас належало 3,5 %. Частка іспаномовних становила 32,3 % від усіх жителів.
За віковим діапазоном населення розподілялося таким чином: 28,0 % — особи молодші 18 років, 61,1 % — особи у віці 18—64 років, 10,9 % — особи у віці 65 років та старші. Медіана віку мешканця становила 34,8 року. На 100 осіб жіночої статі у переписній місцевості припадало 96,8 чоловіків;  на 100 жінок у віці від 18 років та старших — 94,3 чоловіків також старших 18 років.
Середній дохід на одне домашнє господарство  становив 67 633 долари США (медіана — 58 802), а середній дохід на одну сім'ю — 66 692 долари (медіана — 65 517). За межею бідності перебувало 31,3 % осіб, у тому числі 56,7 % дітей у віці до 18 років та 13,7 % осіб у віці 65 років та старших.
Цивільне працевлаштоване населення становило 2377 осіб. Основні галузі зайнятості: освіта, охорона здоров'я та соціальна допомога — 19,1 %, транспорт — 13,5 %, виробництво — 12,4 %.